# Kontinentaldrift

Plattorna i jordskorpan, enligt plattektonikteorin

Kontinentaldrift är förflyttningen av jordens kontinenter i förhållande till varandra. Hypotesen att kontinenter "driver" lades först fram av Abraham Ortelius 1596 och teorin utvecklades av Alfred Wegener 1912. När han lade fram teorin fanns det dock ingen förklaring till hur en sådan drift skulle kunna uppstå, och det var inte förrän utvecklingen av teorin om plattektoniken på 1960-talet som en tillräcklig geologisk förklaring till rörelserna kunde ges.

## Historia

### Tidig historia

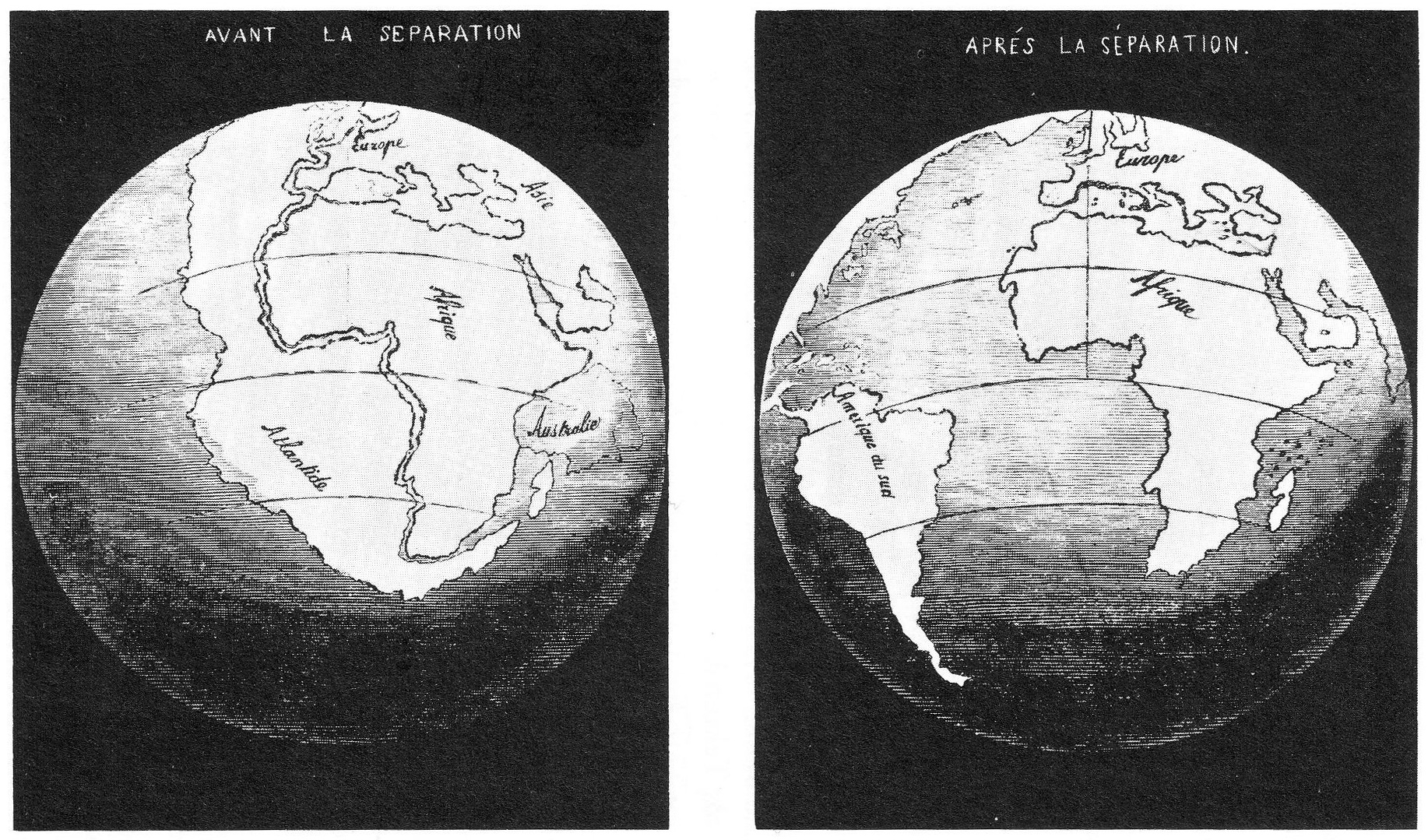
Antonio Snider-Pellegrini's illustration av den stängda och öppna Atlanten (1858).

Abraham Ortelius (1596), Francis Bacon (1620), Benjamin Franklin, Antonio Snider-Pellegrini (1858), och andra hade tidigare noterat att kontinenternas form på båda sidor av Atlanten, framför allt Afrika och Sydamerika, verkade passa ihop. WJ Kious beskrivs Ortelius "tankar på detta sätt:

| ” | Abraham Ortelius föreslog i sitt arbete Thesaurus Geographicus ... att Amerika "slets bort från Europa och Afrika ... av jordbävningar och översvämningar" och fortsatte med att säga: "Spåren av denna spricka avslöjar sig själva, om någon tar fram en karta över världen och noga betraktar kuster längs de tre kontinenterna. | „ |

### Wegener och hans föregångare
Hypotesen att kontinenterna en gång utgjorde en enda landmassa och sedan bröt upp och vandrade till sina nuvarande platser hade fullt utarbetats av Alfred Wegener 1912. Även om Wegener hade utformat sin teori självständigt och den var mer komplett än hans föregångare, skulle Wegener senare referera till flera tidigare författare med liknande idéer: Franklin Coxworthy (mellan 1848 och 1890), Roberto Mantovani (mellan 1889 och 1909), William Henry Pickering (1907) och Frank Bursley Taylor (1908).
Till exempel: Likheten i den södra kontinentens geologiska utseende hade lett Roberto Mantovani till antagandet 1889 och 1909 att alla kontinenter en gång hade fått bildat en superkontinent (numera känd som Pangaea). När det gäller tidigare ståndpunkter om de södra kontinenterna, konstaterade Wegener själv likheten mellan Mantovanis och hans egna kartor. Genom vulkanisk aktivitet på grund av värmeutvidgning bröts denna kontinent sönder och de nya kontinenterna drev ifrån varandra på grund av fortsatt expansion i sprickzonerna, där nu haven ligger. Detta ledde Mantovani till att föreslå en Teori om en expanderande Jord, vilken nu anses överspelad. Någon form av kontinentaldrift med konstant värde på Jordens radie föreslogs av Frank Bursley Taylor som 1908 (publicerat 1910) föreslog att kontinenterna drogs mot ekvatorn genom ökad dragningskraft från månen under krita och så skapades Himalaya och Alperna på södra halvklotet. Wegener sade att av alla dessa teorier hade Taylors teori (om än inte fullt utvecklad) de flesta likheterna med hans egen teori.
Wegener var först med att använda uttrycket "kontinentaldrift" (1912, 1915) (på tyska "die Verschiebung der Kontinente"). Eftersom Wegener presenterades och publicerades på tyska, nådde hans idéer inte huvuddelen av forskarna förrän 1922, när hans bok var översatt till engelska och hypotesen formellt offentliggjordes att kontinenterna på något sätt hade "drivit isär". Även om han presenterade mycket bevis för kontinentaldrift kunde han inte ge en övertygande förklaring till de fysikaliska processer som skulle kunna orsaka denna avdrift. Hans förslag om att kontinenterna bit för bit hade dragits isär av en fiktiv centrifugalkraft som uppstått på grund av jordens rotation ansågs orealistisk av forskarsamhället.

### Kontroversiella år
Wegeners hypotes fick stöd genom de kontroversiella åren av den sydafrikanske geologen Alexander du Toit samt av Arthur Holmes. Tanken på kontinentaldriften blev dock inte allmänt vedertagen som teori förrän i slutet av 1950-talet. På 1960-talet hade geologisk forskning av Robert S. Dietz, Bruce Heezen och Harry Hess, inklusive en mekanism av J. Tuzo Wilson, gjort att teorin kunde återuppväckas och få en utbredd acceptans bland geologer.

## Bevis

Fossilmönster över kontinenter.

Animerad uppdelning av Pangaea

Föreställningen att kontinenterna inte alltid varit på sina nuvarande positioner föreslogs så tidigt som 1596 av den nederländske kartritaren Abraham Ortelius i hans tredje upplaga av Thesaurus Geographicus. Ortelius föreslog att Amerika, Eurasien och Afrika en gång suttit ihop och sedan har glidit isär "av jordbävningar och översvämningar", och skapat den moderna Atlanten. Som bevis, skrev han: "Vittnesbörd om delningen avslöjar sig själv, om någon tar fram en karta över världen och noga betraktar kusterna på de tre kontinenterna." Francis Bacon kommenterade Ortelius idé 1620, liksom Benjamin Franklin och Alexander von Humboldt under senare århundraden. 
Bevisen för kontinentaldriften är nu omfattande, i form av fossil av växter och djur med samma ålder som har hittats runt de olika kontinenternas kuster, vilket tyder på att dessa stränder en gång var förenade, fossil av sötvattenkrokodilen återfinns i Brasilien och Sydafrika, är ett exempel. En annan är upptäckten av fossil av reptilen Lystrosaurus från berg i samma ålder från platser i Sydamerika, Afrika och Antarktis. Det finns också levande bevis - samma djur som hittats på två kontinenter. Ett exempel är en viss daggmask som hittats i Sydamerika och Sydafrika. 
Det kompletterande utseendet av kusterna på Sydamerika och Afrika är självklart, men det är en tillfällig slump. Under miljoner år har expanderande havsbotten, kontinentaldrift, och andra tektonfysikaliska krafter kommit att ytterligare separera och rotera dessa två kontinenter. Det var detta tillfälliga inslag som inspirerade Wegener att studera vad han definierade som kontinentaldrift. Han fick aldrig uppleva att hans hypotes bevisades vara sann. 
Omfattande distribution av glaciala sediment från Perm-Karbon i Sydamerika, Afrika, Madagaskar, Arabien, Indien, Antarktis och Australien var ett av de viktigaste bevisen för teorin om kontinentaldrift. Kontinuiteten i glaciärer, härledas ur riktningsorienterade mönster och avsättningar, antydde förekomsten av en superkontinent Gondwana, som blev en central del av begreppet kontinentaldrift. Mönstren visade ett glaciärt flöde bort från ekvatorn och mot polerna, sett i moderna koordinater, och var en god indikator på det faktum att de södra kontinenterna tidigare befunnit sig på dramatiskt olika platser, liksom sammanhängande med varandra.

## Debatt
Innan geofysiska bevis började ackumuleras efter andra världskriget, orsakade idén om kontinentaldrift en kraftig oenighet bland geologer. Wegener hade infört sin teori 1912 vid ett möte med tyska geologiska sällskapet. Hans föredrag offentliggjordes det året och byggdes på till en bok 1915. År 1921 höll Berlins geologiska sällskap ett symposium om teorin. År 1922 översattes Wegeners bok till engelska och fick sedan en bredare publik. År 1923 diskuterades teorin vid konferenser av Franska geologiska sällskapet, den geologiska sektionen av Brittiska sällskapet för vetenskapliga framsteg och Geological Society of London. Teorin blev noga men kritiskt granskad i tidskriften Nature av Philip Lake. Den 15 november 1926 höll American Association of Petroleum Geologists (AAPG) ett symposium vid vilken hypotesen om kontinentaldrift debatterades kraftigt. Resultatet av debatten publicerades 1928 under titeln Teorin om kontinentaldriften. Wegener bidrog själv med ett avsnitt till denna skrift.
Ett av de största problemen med Wegeners teori var att han trodde att kontinenter "plöjde" genom klipporna i oceanernas bassänger. De flesta geologer trodde inte att detta kunde vara möjligt. I själva verket var den största invändningen mot Wegener att han inte hade en godtagbar teori om de krafter som var upphovet till att kontinenterna rörde sig. Han ignorerade också motargument och bevis som stred mot hans teori och verkade alltför villig att tolka tvetydiga belägg som gynnsamma för hans teori.
Å andra sidan ignorerade geologerna Wegeners kopiösa mängder av bevis, och anslöt sig till en teori för att åsidosätta faktiska data, när den vetenskapliga metoden tycktes kräva en omvänd strategi. 
Plattektonik, en modern uppdatering av Wegeners gamla idéer om "plöjande" kontinenter, inrymmer kontinentala rörelse med hjälp av mekanismen för havsbottens expansion. Nya klippor bildas av vulkanism i ryggåsar i mitten av oceanerna och återvänder till jordens mantel vid djuphavsgravarna. Anmärkningsvärt nog föreslår G. AF Molengraaf på Delfts tekniska högskola (nu universitet), i AAPG:s bok från 1928, en viss form av havsbottenspridning som förklarar bildandet av såväl Atlanten som djuphavsgraven vid Östafrika. Arthur Holmes (en tidig anhängare av Wegener) föreslog att förflyttningen av kontinenterna var resultatet av konvektionsströmmar som drevs av värme från jordens inre, snarare än att kontinenterna flyter på manteln. Som Carl Sagan  förklarar det är det mer som om världsdelarna rör sig ovanpå ett löpande band än att de är flytande eller drivande. Molengraaf och Holmes bidrog till teorin om plattektonik, vilken ersatte teorin om kontinentaldrift, och blev den accepterade teorin under 1960-talet (baserat på data som började ansamlas i slutet av 1950-talet). 
Men acceptansen skedde gradvis. Numera har den enhälligt stöd, men även under 1977 kunde en lärobok beskriva relativt svagt: "en undersökning av geologer nu skulle förmodligen visa en betydande majoritet som stöder tanken på drift" och ägna ett avsnitt till ett allvarligt övervägande av invändningar mot teorin.